# Fasciculapomecyna taborensis
Fasciculapomecyna taborensis är en skalbaggsart som beskrevs av Stefan von Breuning 1964. Fasciculapomecyna taborensis ingår i släktet Fasciculapomecyna och familjen långhorningar. Inga underarter finns listade i Catalogue of Life.